# Реакция Бернтсена
Реакция Бернтсена — метод синтеза 9-алкил и арилзамещенных акридинов конденсацией диариламинов с карбоновыми кислотами или их производными в условиях кислотного катализа.
Впервые реакция была описана Августом Бернтсеном в 1878 г. в работе по свойствам амидинов на примере взаимодействия нитрила бензойной кислоты с дифениламином.
В дальнейшем метод был усовершенствован с использованием в качестве катализаторов конденсации карбоновых кислот с диариламинами хлорида цинка и полифосфорной кислоты.

## Механизм реакции
Механизм реакции Бернтсена долгое время являлся предметом дискуссий, при этом в основном обсуждались два альтернативных пути начальной стадии реакции — N-ацилирование диариламина с дальнейшим снутримолекулярным C-ацилировванием по о-положению к амоногруппе или прямое C-ацилирование. Было показано, что N-ацилированные дифениламины в условиях реакции также образуют акридины, однако использование N-ациадифениламинов не вело к повышению выхода, поэтому в настоящее время считается что первой стадией является C-ацилирование образующимся in situ ацильным катионом (при использовании полифосфорной кислоты) или хлорангидридом (при использовании хлорида цинка):

## Применимость и модификации[4]
Классической методикой проведения синтеза Бернтсена является нагревание смеси дифенизамина с эквивалентным или избыточным количеством ароматической или алифатической карбоновой кислоты и 1.5-3-кратным молярным избытком хлорида цинка в отсутствие растворителя в течение нескольких часов. В случае летучих карбоновых кислот реакцию проводят в запаянных ампулах, выход незамещенного акридина при использовании муравьиной кислоты в таких условиях крайне низок.
В реакцию, катализируемую хлоридом цинка, вступают и гидроксизамещенные дифениламины, при этом внутримолекулярная конденсация проходит в пара-положение к гидроксилу; так, 3-гидроксидифениламин при реакциях с бензойной и 4-гидроксибензойной кислотой образует исключительно 3-гидроксиакридины.
В 1960-х Попп предложил использовать в качестве катализатора полифосфорную кислоту, которая одновременно служит и растворителем при проведении реакции и соотношении кислоты и диариламина 1:2. Эта модификация позволила проводить синтез в более мягких условиях (130—200 °C) и значительно сократить время реакции, в некоторых случаях в этой модификации удается провести синтез, не идущий в условиях катализа хлоридом цинка (например, использование 4-аминобензойной кислоты в качестве кислотного компонента). Выходы в этом методе могут быть повышены при использовании ангидридов карбоновых кислот.
Вместо карбоновых кислот в обоих методах могут быть использованы их хлорангидриды.
При катализе кислотами Льюиса в некоторых случаях в реакцию в качестве кислотного компонента вступают и трихлорметильные соединения, так, трихлорметилбензол в присутствии хлорида алюминия реагирует с дифениламином, образуя фенилакридин, а хлороформ в тех же условиях образует акридин с выходом 7,6 %, это наивысший выход незамещенного акридина в реакции Бернтсена.